# Reidar
Reidar er et nordisk fornavn. Over 6800 nordmænd, over 1500 svenskere og 69 danskere bærer navnet.

## Kendte personer med navnet
- Reidar Andersen (1911-1991), norsk skihopper
- Reidar Astås (1930-2013), norsk teolog, filolog og faglitterærer-forfatter
- Reidar Aulie (1904-1977), norsk maler
- Reidar Haaland (1919-1945), norsk soldat